# Joop van Moorsel
Johannes Franciscus „Joop“ van Moorsel (* 9. Juli 1902 in Groningen; † 27. August 1977 in Den Haag) war ein niederländischer Fußballschiedsrichter.

## Sportlicher Werdegang
Van Moorsel spielte zunächst Fußball beim HVV Den Haag, leitete aber bereits als 19-jähriger Fußballspiele im niederländischen Fußball. Bereits im Alter von 29 Jahren kam er zudem auf internationalem Parkett zum Einsatz. So leitete er am Valentinstag 1932 das Länderspiel zwischen Belgien und Luxemburg, das der Gastgeber im Stade de la Neuville in Charleroi mit 6:3 gewann. Zwei Jahre später gehörte er zu den Spielleitern bei der Weltmeisterschaftsendrunde 1934 und leitete dabei die Achtelfinalpartie zwischen Österreich und Frankreich, in der sich die Österreicher nach Verlängerung durchsetzten. Damit war er der erste bei einer Weltmeisterschaft eingesetzte niederländische Schiedsrichter. Beim Weltmeisterschaftsturnier 1938 kam er als Linienrichter zum Einsatz.
Auch auf nationaler Ebene wurde van Moorsel ein bedeutendes Spiel zugeteilt, als er nach kriegsbedingter Pause zu Beginn des Zweiten Weltkriegs bei Wiederaufnahme des Spielbetriebs im Wettbewerb um den KNVB-Pokal 1942/43 das Finalspiel leiten durfte. Im Olympiastadion Amsterdam setzte sich dabei Ajax Amsterdam im Juni 1943 gegen den Dordrechtschen FC mit 3:2 durch und holte zum zweiten Mal in der Vereinsgeschichte die Pokaltrophäe.
Hauptberuflich war van Moorsel, der 1931 promoviert hatte, Direktor der Ölmühlen von Calvé in Delft und zwischen 1953 und 1973 Mitglied der Verwaltungsrates von Unilever.